# Silla de ruedas eléctrica

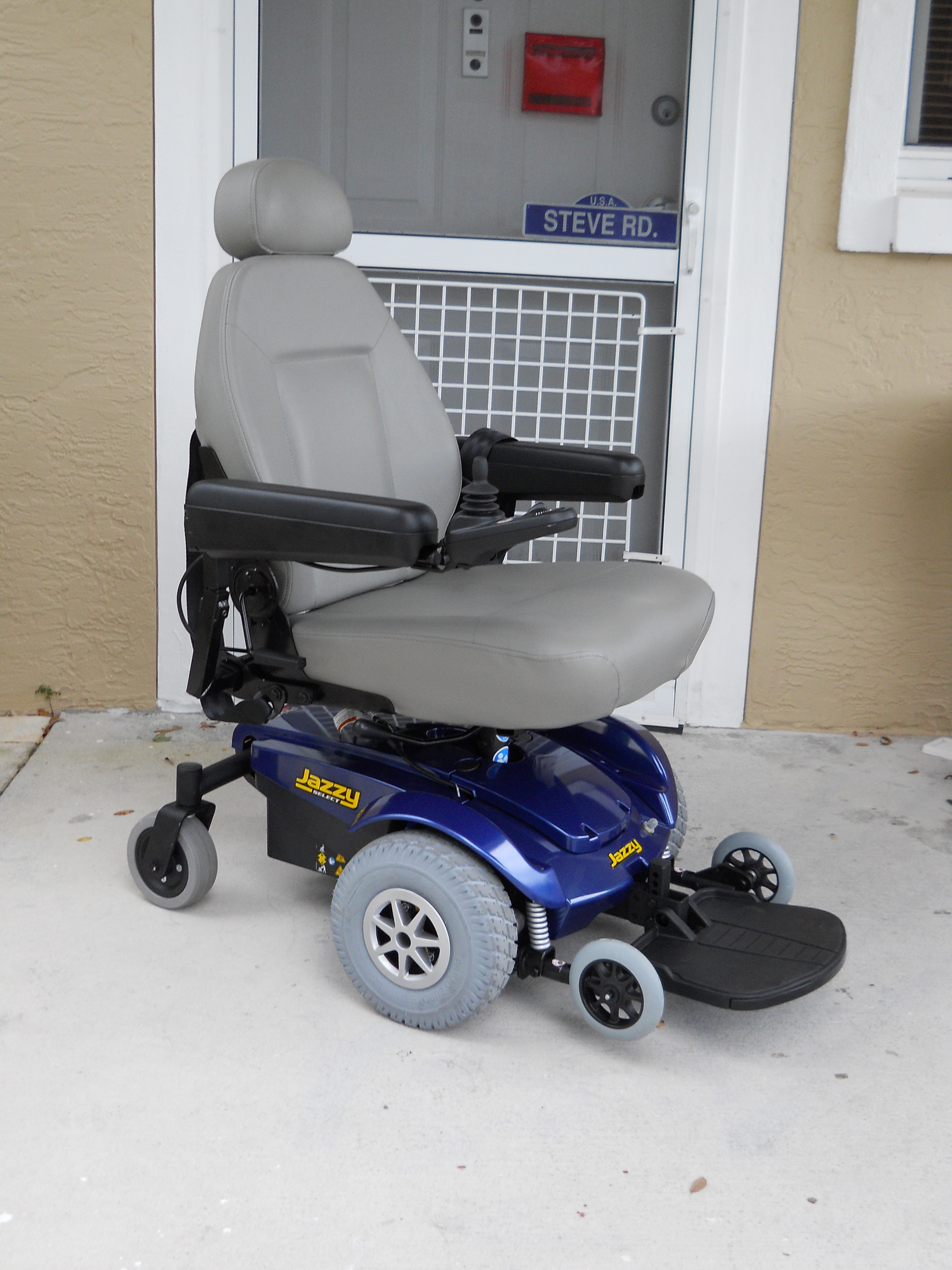
Una silla de tracción delantera con un asiento de "silla de capitán".

Una silla de ruedas eléctrica (EPW), o silla de ruedas motorizada, es una silla de ruedas que se impulsa mediante un motor eléctrico (generalmente utilizando una dirección diferencial) en lugar de la fuerza manual . Las sillas de ruedas motorizadas son útiles para aquellos que no pueden impulsar una silla de ruedas manual o necesitan utilizar una silla de ruedas por distancias o sobre terrenos que pueden fatigar en una silla de ruedas manual. También pueden ser utilizados no sólo por personas con problemas de movilidad "tradicionales", sino también por personas con afecciones cardiovasculares y de fatiga.

## Historia

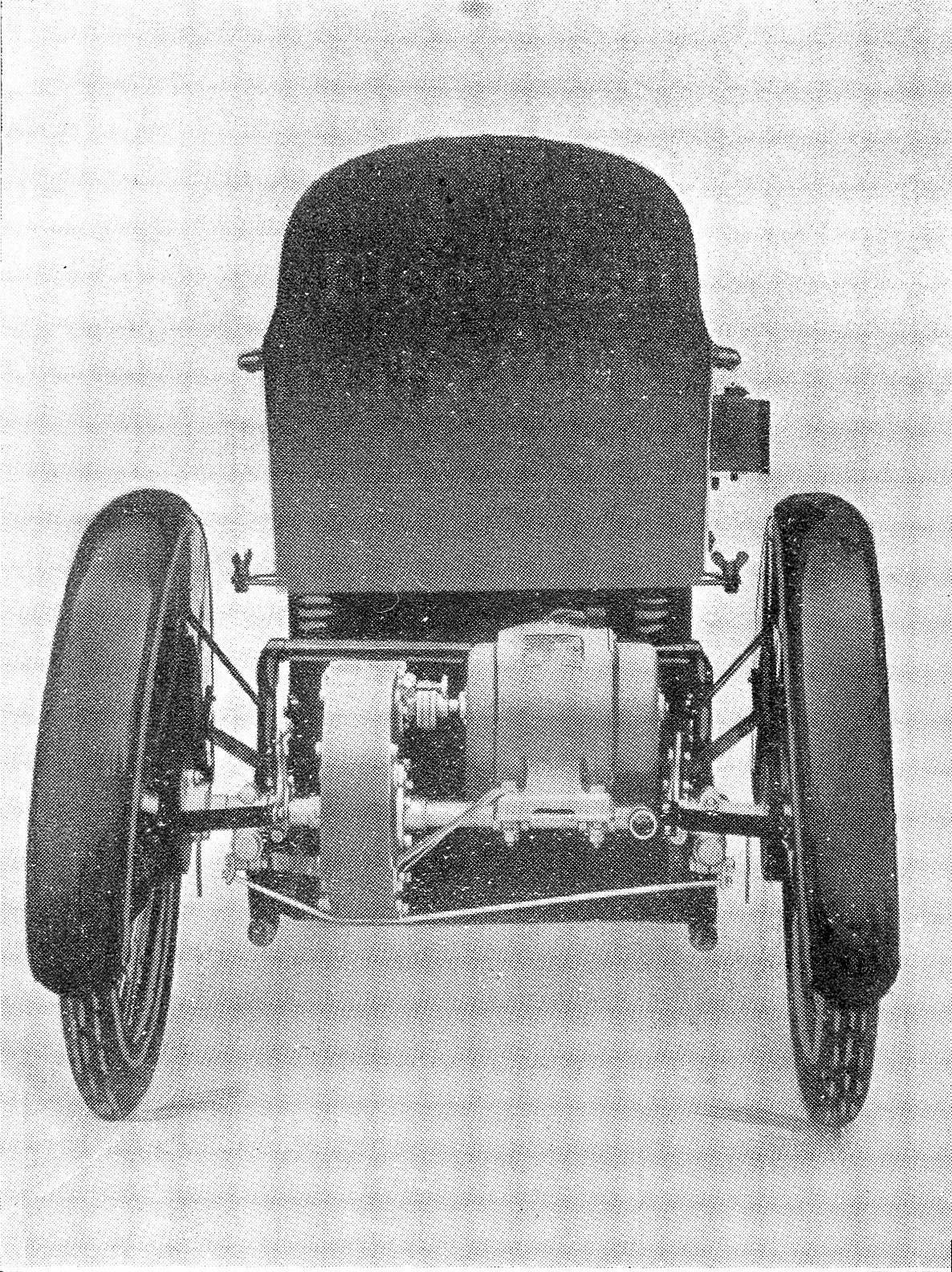
Silla de inválido de propulsión eléctrica Harding (década de 1930)

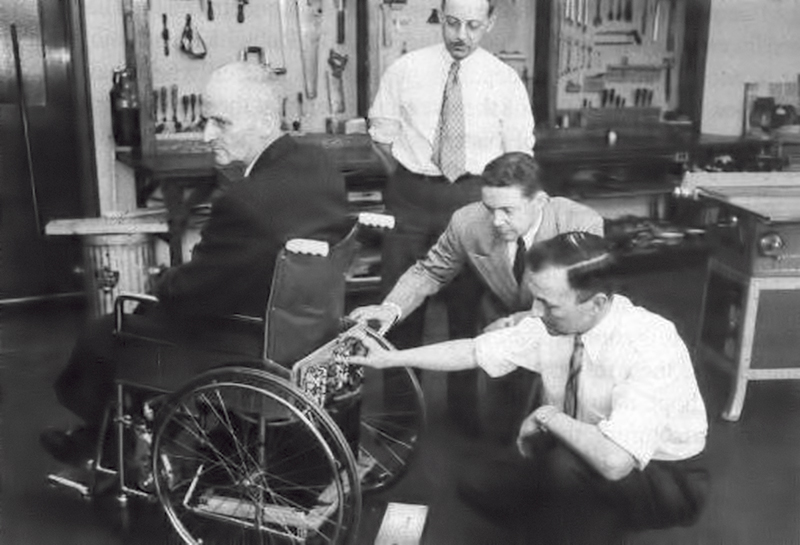
George Klein y otros con su Klein Drive Chair 1953

Un triciclo de propulsión eléctrica fue desarrollado por la empresa RA Harding en Inglaterra en la década de 1930. La silla de ruedas eléctrica fue inventada por George Klein, que trabajó para el National Research Council de Canadá, para ayudar a los veteranos heridos después de la Segunda Guerra Mundial .

## Diseño
El diseño de la silla motorizada puede clasificarse por sistema de conducción/chasis, batería, controlador, asiento y uso. Debido a su uso como método principal de locomoción, deben ser de la máxima fiabilidad tanto eléctrica como estructuralmente, y están clasificados como equipos médicos duraderos por Medicare en Estados Unidos.

### Sistema de conducción/chasis
Las sillas motorizadas generalmente son de cuatro ruedas o seis ruedas y no son plegables, pero existen algunos diseños plegables y otros diseños pueden tener alguna capacidad de desmontarse parcialmente para el tráfico.
Existen cuatro estilos generales de sistemas de tracción de sillas motorizadas: tracción delantera, central o trasera y tracción total. Las ruedas motorizadas suelen ser algo mayores que las ruedas traseras/rodables, mientras que las ruedas giratorias suelen ser mayores que las ruedas de una silla manual. Las sillas motorizadas con tracción central tienen ruedas tanto en la parte delantera como en la trasera para una disposición de seis ruedas.

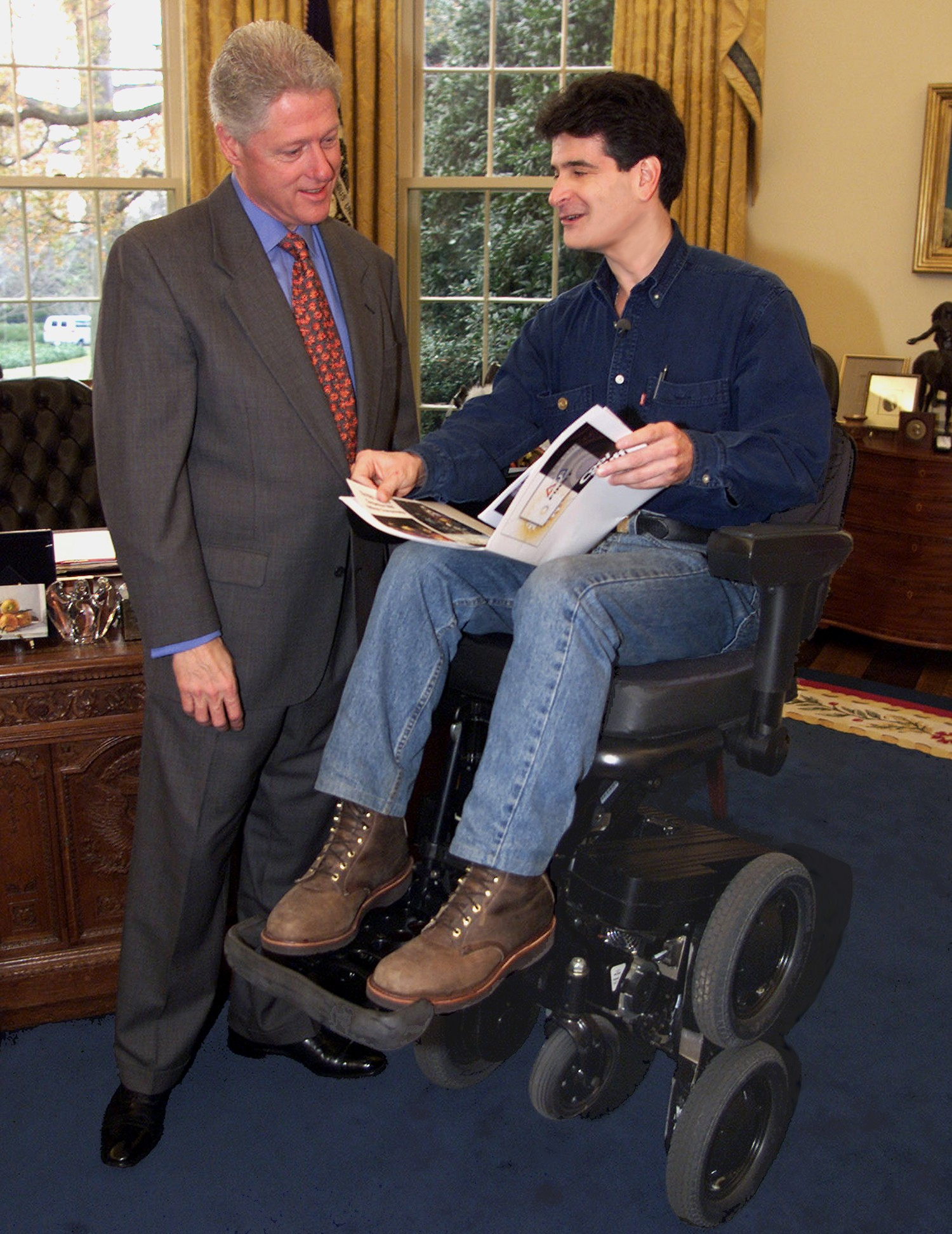
El expresidente de Estados Unidos Bill Clinton, Dean Kamen y el iBot

El chasis de la silla motorizada también puede montar un subidor de aceras, un dispositivo eléctrico para levantar las ruedas delanteras sobre un arcén de 10 cm o menos.
Algunas sillas de ruedas manuales también pueden estar equipadas con un sistema eléctrico auxiliar. Esto puede adoptar una de las tres formas siguientes: integrado con el núcleo de las ruedas propulsadas manualmente, de forma que cualquier fuerza sobre los "aros de empuje" sea aumentada por el sistema de accionamiento, o montado bajo la silla de ruedas y controlado como en una silla motorizada pero con la fuerza motriz o bien. transmitido a las ruedas principales mediante un sistema de accionamiento de fricción, o entregado directamente a través de una rueda motriz auxiliar.
Algunos diseños experimentales de sillas motorizadas todoterreno se han producido con pistas en lugar de ruedas, pero éstos no son de uso común.
Otros diseños experimentales han incorporado habilidades para subir escaleras y el diseño iBOT de Dean Kamen incluyó tanto la subida de escaleras como la capacidad de "levantarse" en su chasis cambiado mediante el uso de sensores giroscópicos avanzados. El iBOT fue en un momento un modelo de producción, pero ya no se comercializa.

### Batería
12 voltios de 12 a 80 amperios hora, las baterías más pequeñas se utilizan por pares para dar a la silla suficiente potencia para durar al menos un día entre cargas. Estos están disponibles en opciones húmedas o secas. Dado que las baterías de células húmedas no se pueden llevar legalmente en un avión sin sacarlas de la silla de ruedas y fijarlas en un contenedor de envío, las baterías de células secas son preferibles para el uso de la silla motorizada. Muchas sillas motorizadas llevan un cargador a bordo que puede conectarse a una toma de corriente estándar; Los modelos más antiguos o más portátiles pueden tener una unidad de cargador independiente.

### Controlador

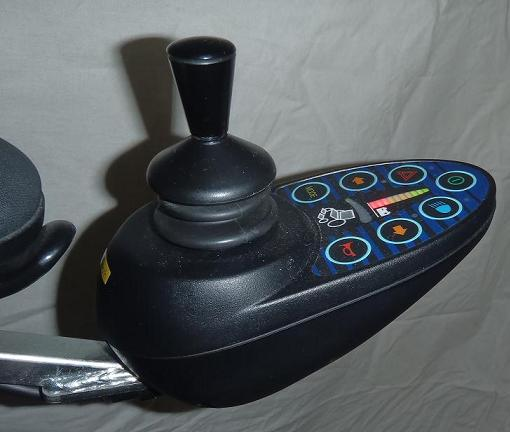
Un controlador de joystick típico

Los controladores suelen ser un joystick montado en el apoyabrazo que puede tener controles adicionales para permitir al usuario adaptar la sensibilidad o acceder a varios modos de control. El controlador puede ser giratorio para ayudarle en las transferencias laterales. Para los usuarios que no pueden utilizar un controlador manual, hay disponibles varias alternativas, como controladores de trago y soplado, que funcionan soplando en un sensor. En algunos casos, el controlador se puede montar para que lo utilice un ayudante que anda detrás de la silla en lugar del usuario. Las capacidades incluyen girar una rueda motriz hacia delante mientras que la otra va hacia atrás, haciendo girar la silla de ruedas dentro de su propia longitud (dirección diferencial).
Se ha demostrado en el entorno del laboratorio sillas de ruedas controladas por la mente, que funcionan realmente mediante la detección de ondas cerebrales o señales nerviosas mediante sensores en el cuero cabelludo o en otros lugares.

### Asiento
El diseño de los asientos de una silla motorizada puede variar. Empezando con un asiento y respaldo básico de vinilo o nylon, algunas sillas tienen un acolchado opcional, algunas tienen opciones de almohada y respaldo más cómodas que pueden incluir un reposacabezas. Hay empresas que pueden adaptarse a sus propios respaldos y almohadas de asiento para personas con mayor necesidad de estabilidad en el maletero o con un mayor riesgo de úlceras por presión para sentarse. Por último, existen soluciones especializadas de asientos disponibles para los usuarios que necesitan un soporte personalizado. Los reposa-piernas pueden integrarse en el diseño del asiento y pueden tener un ajuste eléctrico para aquellos usuarios que necesitan variar la posición de las piernas. Las sillas motorizadas también pueden tener una instalación inclinable en el espacio o reclinable para los usuarios que no pueden mantener una posición de asiento vertical indefinidamente. Esta función también puede ayudar a mejorar la comodidad cambiando la presión en diferentes áreas durante un tiempo, o con la colocación en una silla de ruedas cuando es necesario subir a un usuario.
Algunas sillas motorizadas de gama alta presentan una capacidad "de pie" en la que el asiento entero se eleva para llevar al usuario a la altura de pie o la base del asiento, el respaldo y los reposapiernas se mueven conjuntamente para llevar el usuario en una posición vertical. La silla motorizada puede moverse, o no, mientras está en posición elevada.

### Medio ambiente (diseño)

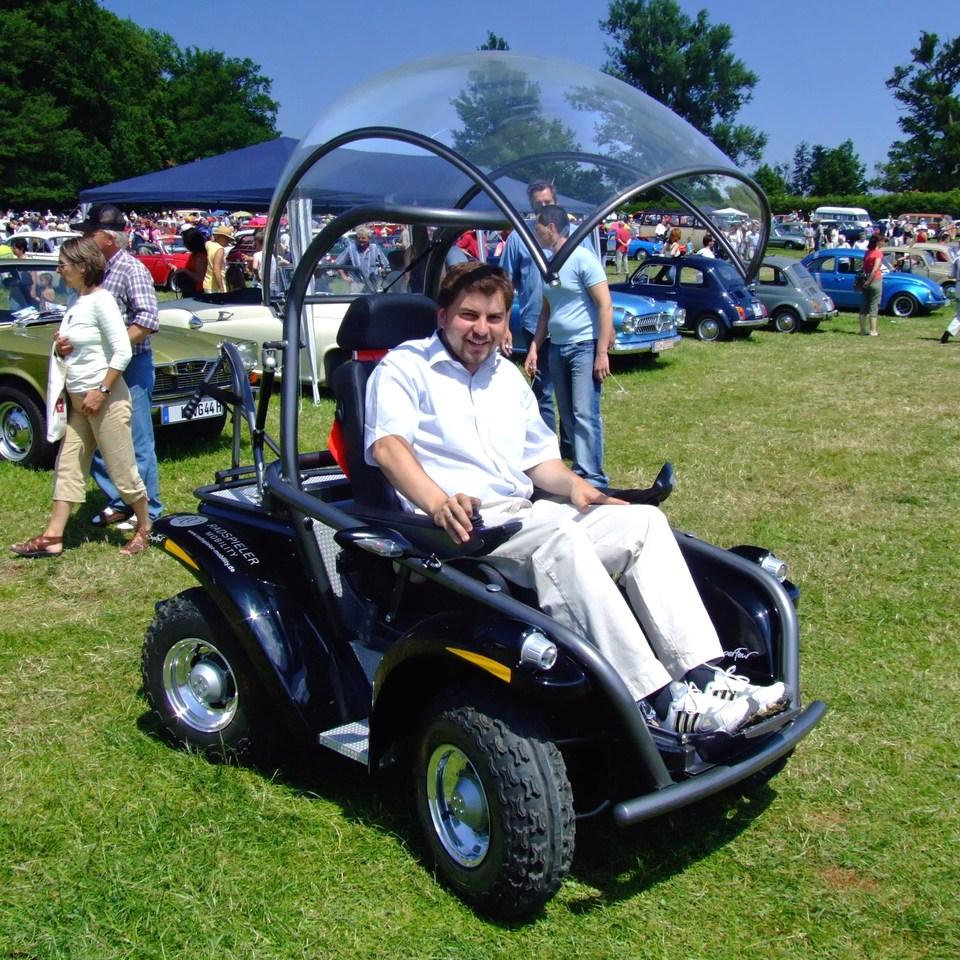
Una gran silla de exterior de estilo ATV

Las sillas motorizadas pueden diseñarse para uso interior, exterior o interior/exterior. Una silla motorizada de interior típica será estrecha y corta, permitiendo una mejor maniobra en entornos estrechos. Los controles suelen ser sencillos y debido al diseño más pequeño, la silla sería menos estable al aire libre. Los neumáticos suelen ser más lisos (anteriormente llamados neumáticos de alfombras) para cuidar el suelo de un hogar. Las sillas motorizadas de interior/exterior volverán a tener un diseño lo más pequeño posible, pero con un rango razonable de baterías, algunos neumáticos adherentes (pero no neumáticos fuera de carretera grandes), estos a menudo incluyen un escalador de aceras para ayudar con las maniobras en las que haya. no hay aceras. Destinado sólo al uso del pavimento. Las sillas de exterior tienen un alcance considerable, una gran distancia entre ejes para ayudar a la estabilidad y neumáticos grandes que mejoran la comodidad y manejo de la silla. A veces se pueden llevar al interior en entornos adaptados, pero no en torno a una casa típica.
Algunas sillas motorizadas exteriores muy grandes se han diseñado teniendo en cuenta la movilidad a través del país y muestran la convergencia del diseño con otros tipos de vehículos de travesía.

### Transporte
La mayoría de las sillas de ruedas están probadas por choque según las normas 7176 e ISO 10542. Estas normas significan que una silla de ruedas se puede utilizar mirando hacia delante en un vehículo si el vehículo ha sido equipado con un sistema de anclaje o ensamblaje aprobado para asegurar la silla de ruedas y un método para asegurar el ocupante de la silla de ruedas.

## Uso
Las sillas motorizadas generalmente se prescriben para usuarios que no pueden utilizar una silla de ruedas manual. Sin embargo, tanto en Estados Unidos ( Medicare y algunas aseguradoras privadas) como en Reino Unido ( Servicio Nacional de Salud ) generalmente no se prescriben sillas motorizadas a los usuarios que tengan ninguna capacidad para caminar dentro del hogar, incluso si esta capacidad está tan limitada funcionalmente como por ser prácticamente inútil y donde el usuario no puede utilizar una silla de ruedas manual de forma independiente. Los activistas de los derechos de las personas con discapacidad realizan campaña para que los procedimientos de prescripción se centren en una evaluación individual basada en las necesidades más que en la aplicación inflexible de las normas de prescripción. La prescripción restringida hace que muchos usuarios se vean obligados a adquirir una solución de forma privada, en algunos casos conformándose con una silla motorizada o un patinete de movilidad que no es ideal para sus necesidades, pero que se ajusta a su presupuesto.
El uso de sillas motorizadas no se limita únicamente a los usuarios que no puedan utilizar sillas manuales. Cualquier persona con discapacidad con problemas de movilidad, fatiga o dolor o problemas cardiovasculares puede encontrar una silla motorizada ventajosa en algunas circunstancias; sin embargo, las prácticas de prescripción existentes suelen significar que las sillas motorizadas para este uso deben comprarse o alquilarse de forma privada para la ocasión.

## EPW adaptadas

### Movilidad
- Escúter de movilidad .[8]
- Carro de la compra motorizado .

### Deportes
- Carro de golf
- Deportes como Powerchair Football y Power hockey se han diseñado específicamente para los usuarios de sillas de ruedas eléctricas junto con sillas de ruedas eléctricas diseñadas específicamente.[9]

## Limitaciones
Las adaptaciones de acceso, tales como los espacios para sillas de ruedas en el transporte público y los ascensores para sillas de ruedas, a menudo se diseñan en torno a una silla de ruedas manual típica (en el Reino Unido se conoce como "silla de ruedas de referencia"). Sin embargo, las sillas motorizadas a menudo superan los límites de tamaño y peso de las sillas de ruedas manuales, ya que no están limitadas por la capacidad del usuario de autopropulsarse. Algunos diseños son demasiado grandes o pesados para determinados espacios para sillas de ruedas y ascensores. Sin embargo, existen nuevos diseños e innovaciones que buscan superar estos problemas.